# Gustav Krämer (Politiker)
Gustav Adolf Krämer (* 27. April 1909 in Traisa; † 9. Mai 1991) war ein hessischer Politiker (SPD) und Abgeordneter des Hessischen Landtags.

## Ausbildung und Beruf
Gustav Krämer machte nach der Volksschule eine Ausbildung als Drogist. Er besuchte die Berlitz-Schule und arbeitete mehrere Jahre im Ausland. Zurück in Deutschland machte er sich im Einzelhandel selbstständig und arbeitete als Exportkaufmann. Nach dem Kriegsdienst wurde er vom 18. Juni 1946 bis Mitte 1947 als Geschäftsführer der Spruchkammer Darmstadt-Land berufen. Ab Mitte 1947 bis Ende 1950 war er Spruchkammervorsitzender im Ministerium für politische Befreiung.

## Politik
Gustav Krämer war seit 1946 Mitglied der SPD. Von 1950 bis 1962 war er Vorsitzender des SPD-Kreisverbandes Darmstadt-Land. Kommunalpolitisch war er als Mitglied der Gemeindevertretung und des  Kreistags Darmstadt-Land seit 1948 tätig. Im Kreistag führte er von 1948 bis 1956 die SPD-Kreistagsfraktion. Von 1956 bis 1962 war er ehrenamtlicher Erster Kreisbeigeordneter, vom 27. September 1962 bis Mai 1973 Landrat des Landkreises Darmstadt.
Vom 15. Dezember 1954 bis zum 5. Juli 1963 war er Mitglied des Hessischen Landtags. Im Landtag war er zwischen 1958 und 1963 Geschäftsführer der SPD-Landtagsfraktion.